# Édouard Niermans
Édouard Niermans (* 10. November 1943 in Paris) ist ein französischer Filmregisseur, Schauspieler und Drehbuchautor. 
Das erste Mal öffentlich aufgefallen ist er an den Filmfestspielen von Cannes mit dem Kurzfilm La syncope. 1980 inszenierte er seinen ersten Spielfilm, Anthrazit, der an einem von Jesuiten geführten Internat spielt und autobiografische Züge trägt. Ein Erfolg bei der Kritik war der Krimi Engel aus Staub, der 1987 erschien. 1992 war er ein zweites Mal in Cannes präsent mit Casanovas Rückkehr. Die meisten seiner Regiearbeiten erbrachte er jedoch für das Fernsehen.
Niermans wurde neun Jahre lang an einem von Jesuiten geführten Kollegium unterrichtet. „Trotzdem weiß ich nicht, ob ich gläubig bin oder nicht.“

## Filmografie (Auswahl)
- 1971: Das passiert immer nur den anderen (Ça n’arrive qu’aux autres) (Schauspieler)
- 1980: Anthrazit (Anthracite)
- 1987: Engel aus Staub (Poussière d'ange)
- 1992: Casanovas Rückkehr (Le retour de Casanova)
- 1995: Weißer Mann mit Brille (Le Blanc à lunettes) (TV-Film)
- 1999: Ruf der Berge (Premier de cordée) (TV-Film)